# Facundo Garnier
Facundo Garnier (Argentina, 21 de agosto de 1994) es un futbolista argentino que se desempeña como delantero en el San Pedro Pirates FC de la Liga Premier de Belice.

## Trayectoria

### Inferiores
Realizó todas las categorías formativas en el Club Ferro Carril Oeste. La cuarta división la transitó en el año 2014. Siendo que fue convocado a integrar la pretemporada el año 2015 de la mano del técnico Marcelo Broggi, en dicha pretemporada lo convocaron junto a los juveniles Nahuel Amarilla (cat. 96), Nicolás Echegaray (cat. 95), Lucas Ferrari (cat. 97), Manuel Hidalgo (cat. 99), Sebastián Menguez (cat. 93) y Federico Segovia (cat. 97).

### Ferro
En el Campeonato de Primera B Nacional 2015 tenía por delante delanteros de mucha experiencia y renombre como Luis Salmerón. Concentró por primera vez el 15 de noviembre de 2015 por el encuentro entre Ferro y Central Córdoba partido que termina en empate sin goles, Garnier integró el banco pero no tuvo la posibilidad de disputar ningún minuto.
Su debut se haría esperar, dado que en el resto del campeonato, si bien se entrenó con la primera, no volvió a ser convocado. Tuvo que esperar casi un año para volver a ser convocado el 6 de noviembre de 2016 volvió a integrar el banco de suplentes en el partido entre Ferro y San Martín de Tucumán, sin que pudiera ingresar. Nuevamente tuvo que esperar y la siguiente convocatoria se daría el 25 de junio de 2017, partido entre Villa Dalmine y Ferro que termina empatado sin goles, en dicho encuentro el técnico Marcelo Broggi, el mismo que lo había llevado a entrenarse con la primera lo hace ingresar a los 45 minutos del segundo tiempo por Luis Salmerón, siendo que contó sólo con los minutos del tiempo adicional, no marcó ningún gol.

### Belize
En 2019 continuó su carrera en la Liga Premier de Belice.

## Estadísticas
Actualizado al 30 de abril de 2018
| Ferro Argentina | 2.ª                 | 2015                | 0 | 0 | 0 | 0 | 0 | 0 | — | — | — | 0 | 0 | 0 |
| Ferro Argentina | 2.ª                 | 2016                | 0 | 0 | 0 | 0 | 0 | 0 | — | — | — | 0 | 0 | 0 |
| Ferro Argentina | 2.ª                 | 2016-17             | 1 | 0 | 0 | 0 | 0 | 0 | — | — | — | 1 | 0 | 0 |
| Ferro Argentina | 2.ª                 | 2017-18             | 1 | 0 | 0 | 0 | 0 | 0 | — | — | — | 1 | 0 | 0 |
| Ferro Argentina | Total               | Total               | 2 | 0 | 0 | 0 | 0 | 0 | 0 | 0 | 0 | 2 | 0 | 0 |
| Total en su carrera | Total en su carrera | Total en su carrera | 2 | 0 | 0 | 0 | 0 | 0 | 0 | 0 | 0 | 2 | 0 | 0 |
| (1) La copa nacional se refiere a la Copa Argentina y Supercopa Argentina . (2) La copa internacional se refiere a la Copa Sudamericana, Recopa Sudamericana, Copa Libertadores y Copa Suruga Bank. (3) Promedio de goles recibidos por partidos no incluye goles recibidos en partidos amistosos. |                     |                     |   |   |   |   |   |   |   |   |   |   |   |   |